# Guia dos Anacoretas
Guia dos Anacoretas (inglês médio: Ancrene Wisse) ou Regra dos Anacoretas (Ancrene Riwle) é um manual monástico anônimo para anacoretas, escrito no início do século XIII. Foi feito para orientação de mulheres reclusas fora de ordens regulares e quiçá foi destinado ao grupo de mulheres sequestradas perto de Limebrook, no Condado de Herefórdia.